# Jack Andraka
Jack Thomas Andraka (n. 8 ianuarie 1997) este un inventator și om de știință american, ale cărui cercetări au ca obiectiv lupta împotriva cancerului.
La numai 16 ani susține că a descoperit o modalitate de detectare a cancerului pancreatic, ovarian sau la plămâni, aflate într-o formă incipientă, când sunt greu de detectat cu metode clasice.
Majoritatea oamenilor de știință nu au crezut în valoarea descoperirii sale, printre puținii care l-au susținut fiind doctorul Anirban Maitra, profesor de oncologie la Universitatea Johns Hopkins.
Descoperirea sa a primit marele premiu la Intel International Science and Engineering Fair și a fost recompensată cu 75.000 de dolari sub forma unei burse de studii.